# 岐阜県学寮
岐阜県学寮（ぎふけんがくりょう）とは、東京都文京区に位置する男子学生寮、およびこれを運営する公益財団法人（公益財団法人岐阜県学寮）。岐阜県出身者のための県人寮。通称「岐学（ぎがく）」。

## 概要
- 旧大垣戸田藩子爵の江戸藩邸の跡地として1916年に「濃飛学寮」として設立。しかし、1945年に東京大空襲で焼失した。苦難の時代を経て、1953年に岐阜県・同県の市町村・財界・教育関係者・学寮出身者ら寄付を集め、1959年に「岐阜県学寮」に改組[1]。
- 現在の建物は1979年の完成で、鉄筋コンクリートの3階建て。

## 著名な出身者

### 濃飛学寮
- 平野力三（農林大臣、日刊農業新聞社社長）
- 三宅正一（衆議院副議長）
- 大橋忠一（衆議院議員、カンボジア大使）
- 上松陽助（岐阜県知事、岐阜市長）
- 野村万作（奈良県知事、三栄信金社長）
- 守屋富次郎（航空技術者、東京大学教授、防衛庁技術研究本部長）
- 加藤静一（医学者（眼科学）、エスペランティスト、信州大学学長）
- 高島善哉（経済学者、社会学者、一橋大学教授）
- 酒井正三郎（経済学者、名古屋大学教授）
- 豊田利幸（素粒子・原子核物理学者、名古屋大学）
- 高橋百之（地理学者、岐阜大学教授）
- 安藤萬寿男（地理学者、愛知産業大学長・総長、愛知大学教授）
- 日比野恒次（電通社長）
- 大橋英吉（いすゞ自動車社長）
- 近藤要（日産火災海上保険社長）

### 岐阜県学寮
- 亀井俊介（1955年卒）（比較文学者、アメリカ文学者、東京大学名誉教授、元岐阜女子大学教授）
- 日下部五朗（1957年卒）（元東映映画プロデューサー（「仁義なき戦い」「楢山節考」など））
- 土本武司（1957年卒）（法学者、筑波大学名誉教授、元最高検検事）
- 中田武司（1957年卒）（国文学者、専修大学名誉教授）
- 永田和宏（1969年卒）（冶金学者、東京工業大学名誉教授、元東京藝術大学教授）
- 板津德次（1973年卒）（加茂郡富加町長、板津種苗代表）
- 櫻井修一（1979年卒）（駐ヨルダン大使、元内閣官房副長官補、元防衛省運用企画局長）
- 杉本達治（1986年卒）（福井県知事、元自治省自治財政局地方債課長）